# Alfredo Magarotto
Alfredo Magarotto (Pernumia, 16 febbraio 1927 – Sarmeola, 22 gennaio 2021) è stato un vescovo cattolico italiano.

## Biografia
Nasce a Pernumia, in provincia e diocesi di Padova, il 16 febbraio 1927. È il quinto di nove fratelli, di cui tre entrati nelle file dei salesiani.

### Formazione e ministero sacerdotale
Il 9 luglio 1950 è ordinato presbitero per la diocesi di Padova.
Si laurea in giurisprudenza presso l'Università di Padova ed ottiene la licenza in teologia presso la Pontificia Università Lateranense.
Opera nella diocesi natale di Padova, di cui sarà vicario generale per circa diciassette anni.
Alla morte dell'arcivescovo Filippo Franceschi, cui aveva amministrato l'unzione degli infermi, è eletto amministratore diocesano. Ricopre l'incarico fino al 17 settembre 1989, giorno dell'ingresso del nuovo vescovo Antonio Mattiazzo, che lo conferma come vicario generale.

### Ministero episcopale
Il 22 febbraio 1990 papa Giovanni Paolo II lo nomina vescovo di Chioggia; succede a Sennen Corrà, precedentemente nominato vescovo di Concordia-Pordenone. Il 24 marzo seguente riceve l'ordinazione episcopale, nella cattedrale di Padova, dal cardinale Bernardin Gantin, co-consacranti il vescovo Sennen Corrà e l'arcivescovo Antonio Mattiazzo. L'8 aprile successivo, domenica delle Palme, prende possesso della diocesi.
Il 31 maggio 1997 è nominato vescovo di Vittorio Veneto dallo stesso papa; succede ad Eugenio Ravignani, precedentemente nominato vescovo di Trieste. Il 29 giugno seguente prende possesso della diocesi.
Il 3 dicembre 2003 papa Giovanni Paolo II accoglie la sua rinuncia, presentata per raggiunti limiti di età; gli succede Giuseppe Zenti, del clero di Verona. Rimane amministratore apostolico della diocesi fino all'ingresso del successore, avvenuto il 1º febbraio 2004.
Dopo l'ingresso di mons. Giuseppe Zenti in diocesi di Verona (domenica 1º luglio 2007) è eletto dal collegio dei consultori amministratore diocesano della diocesi di Vittorio Veneto, carica decaduta il 26 gennaio 2008 al momento dell'ingresso del nuovo vescovo Corrado Pizziolo.
Muore il 22 gennaio 2021, all'età di 93 anni, presso l'Opera della Provvidenza a Sarmeola di Rubano. Dopo le esequie, celebrate il 27 gennaio nella cattedrale di Vittorio Veneto dal patriarca di Venezia Francesco Moraglia, presidente della Conferenza episcopale triveneta, viene sepolto nella tomba dei vescovi del castello vescovile.

## Genealogia episcopale e successione apostolica
La genealogia episcopale è:
- Cardinale Scipione Rebiba
- Cardinale Giulio Antonio Santori
- Cardinale Girolamo Bernerio, O.P.
- Arcivescovo Galeazzo Sanvitale
- Cardinale Ludovico Ludovisi
- Cardinale Luigi Caetani
- Cardinale Ulderico Carpegna
- Cardinale Paluzzo Paluzzi Altieri degli Albertoni
- Papa Benedetto XIII
- Papa Benedetto XIV
- Papa Clemente XIII
- Cardinale Marcantonio Colonna
- Cardinale Giacinto Sigismondo Gerdil, B.
- Cardinale Giulio Maria della Somaglia
- Cardinale Carlo Odescalchi, S.I.
- Cardinale Costantino Patrizi Naro
- Cardinale Lucido Maria Parocchi
- Papa Pio X
- Papa Benedetto XV
- Papa Pio XII
- Cardinale Eugène Tisserant
- Cardinale Bernardin Gantin
- Vescovo Alfredo Magarotto

La successione apostolica è:
- Vescovo Ovidio Poletto (2000)